# Kobe (評述員)
薩姆·哈特曼-肯茲勒（英語：Sam Hartman-Kenzler，1986年6月29日—），化名「 Kobe」，是一位美國電子競技評述員，亦曾為電競選手和工程師，於2010至2011年間曾為美國戰隊Counter Logic Gaming效力，司職打野，退役後開始擔任評述員，並多次為英雄聯盟世界大賽和冠軍聯賽等大型賽事旁述。2019年，他與拳頭遊戲結束合約關係，並以自由身繼續為《英雄聯盟》賽事擔任評述和分析員，同時亦開始拓展其他事業。

## 早年
薩姆·哈特曼-肯茲勒於1986年在美國洛杉磯出生，並在奧克蘭長大。他童年時家教頗嚴，父母不讓他購買電子遊戲，只能到朋友家才能玩。薩姆首款接觸的遊戲是《精靈寶可夢》，並因《薩爾達傳說 時之笛》和《黃金眼007》而開始對電子遊戲感興趣。他隨後開始玩《任天堂明星大亂鬥》並曾打進數個小型聯賽，亦曾玩過《遺蹟保衛戰》和《萬世浩劫》（Aeon of Strike）等多人線上戰鬥競技場遊戲。薩姆於2004年入讀加州理工州立大學，主修工業工程學，並於2009年畢業。大學畢業後他前往歐洲背包旅行，直至花光了大部份積蓄才回國。

## 電競生涯
回國後，薩姆在友人的推薦下試玩了當時正值驗收測試階段的《英雄聯盟》，遂對該遊戲完全著迷。他隨後加入了戰隊Shaco，但在3個月後遇到了後來的職業玩家HotShotGG，並被對方邀請加入由他新創辦的戰隊Counter Logic Gaming。薩姆於2010至2011年間為該戰隊效力，司職打野，遊戲ID為「Kobe24」。2011年初，他打算繼續進修並成為工程師，因此退出戰隊，然而他短暫在工程公司任職後決定返回電競界，開始為《英雄聯盟》的網上賽事旁述，並於2013年與拳頭遊戲簽約，擔任該年度的北美地區英雄聯盟冠軍聯賽的評述員。薩姆自翌年起多次擔任英雄聯盟世界大賽和英雄聯盟冠軍聯賽擔任分析台評述員，並經常與Phreak拍檔。他的評述表現備受外界讚賞，並曾被《Dot Esports》評價為在北美《英雄聯盟》界最令人印象深刻的面孔之一。他亦因在評論時常會引述選手的往績和過往的遊戲表現而被戲稱為「教授」。2019年，哈特曼宣佈與拳頭遊戲結束合約關係，將會以自由身繼續為《英雄聯盟》賽事擔任分析員，包括2021年度的世界大賽。但同時他亦開始為其他遊戲旁述，並拓展評述工作以外的其他事業。他此後與另一位評述員CaptainFlowers一起開設了以電競為主題的播客《The Dive》，亦曾在訪問中提到希望日後能為籃球比賽進行旁述。

## 外部連結
- Kobe的Instagram帳戶
- Kobe的X（前Twitter）